# 2TE25A型柴油机车
2TE25A型柴油机车（俄語：2ТЭ25А）是俄罗斯的大功率干线货运柴油机车车型之一，也是俄罗斯第一种采用交流传动技术的柴油机车，由布良斯克机械制造厂设计制造，于2006年试制成功。2TE25A型柴油机车是在2TE25K型柴油机车基础上改进而成，两者总体结构相似、功率等级相同，均为双节重联组合式机车，由两节结构相同的单独机车联挂而成，但2TE25A型机车采用交流传动、异步牵引电动机。机车标称功率为6800马力（5000千瓦），目前配属莫斯科铁路局布良斯克机务段，于贝加尔—阿穆尔区段铁路使用。

## 参看
- 2TE25K型柴油机车